# Административное здание объединений «Кривбассшахтопроходка» и «Южруда»
Административное здание объединений «Кривбассшахтопроходка» и «Южруда» (укр. Адміністративний будинок об’єднань «Кривбасшахтопроходка» та «Південруда») — памятник архитектуры местного значения в городе Кривой Рог Днепропетровской области.

## История
Построено в 1957 году по индивидуальному проекту архитекторов Василия Суманеева и Нелли Мухачёвой.
Изначально было административным зданием государственного специализированного строительно-монтажного треста по подземному строительству и реконструкции шахт и карьеров «Кривбассшахтопроходка», созданному в июле 1957 года на базе Дирекции гидротехнических сооружений, отделов капитального строительства трестов «Дзержинскруда» и «Ленинруда».
С 1987 года, после создания государственного производственного объединения горнорудных и нерудных предприятий юга «Южруда», объединившего всю горнорудную промышленность Украины, в здании разместилась и администрация объединения.
12 апреля 1996 года, распоряжением главы Днепропетровской государственной администрации № 158-р, объявлено памятником архитектуры местного значения города Кривой Рог под охранным номером 130.

## Характеристика
Находится в Центрально-Городском районе на Почтовом проспекте, 1.